# Hodunivka, Hluhiv
Hodunivka (în ucraineană Годунівка) este un sat în comuna Prîvillea din raionul Hluhiv, regiunea Sumî, Ucraina.

## Demografie
Componența lingvistică a localității Hodunivka
     Ucraineană (90,85%)
     Rusă (9,15%)
Conform recensământului din 2001, majoritatea populației localității Hodunivka era vorbitoare de ucraineană (90,85%), existând în minoritate și vorbitori de rusă (9,15%).